# Pivô central de irrigação

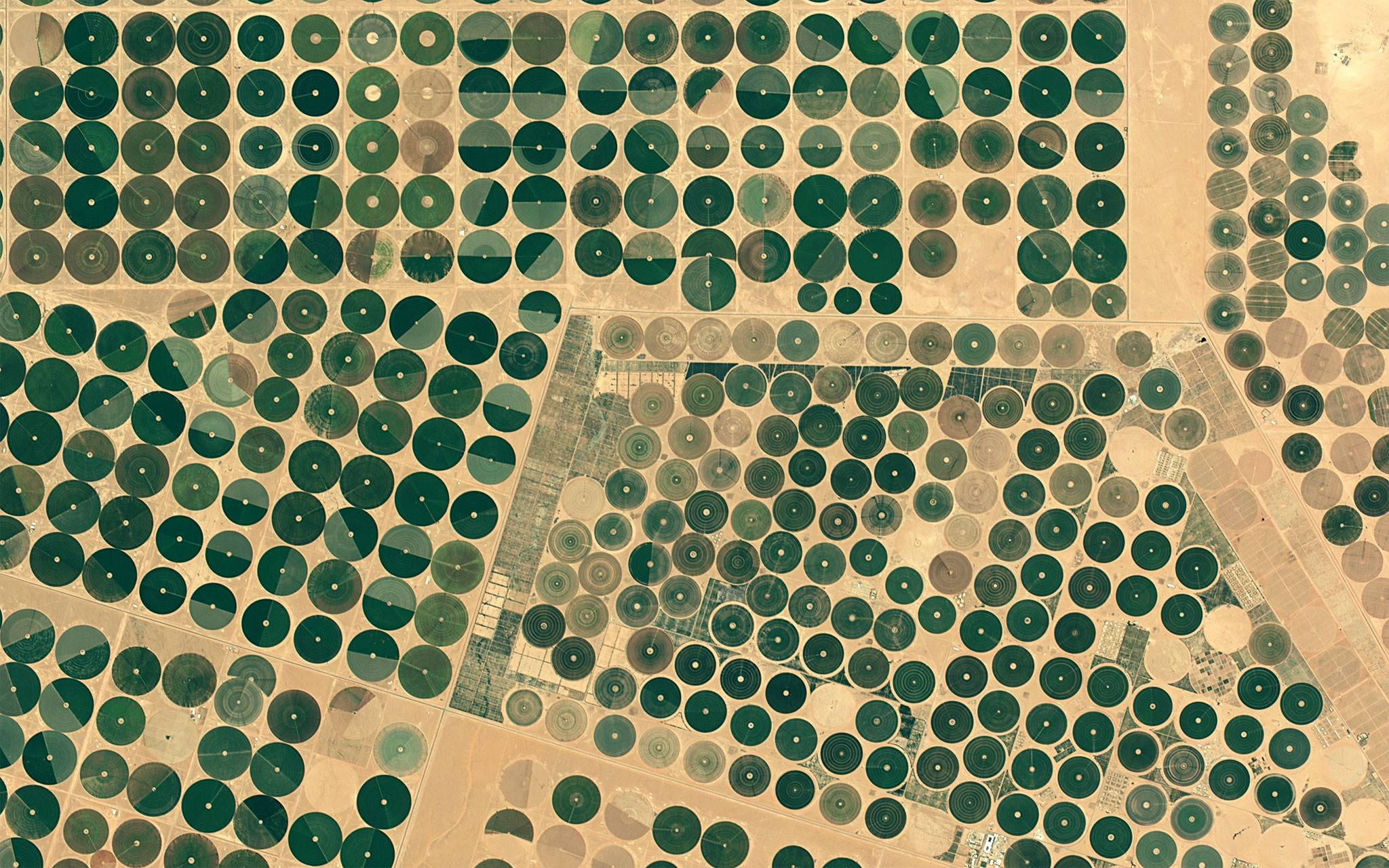
Imagem de satélite de irrigações circulares no deserto saudita

Pivô central de irrigação é um sistema de agricultura irrigada por meio de um pivô. Nesse sistema uma área circular é projetada para receber uma estrutura suspensa que em seu centro recebe uma tubulação e por meio de um ráio que gira em todo a área circular, a água é aspergida por cima da plantação.

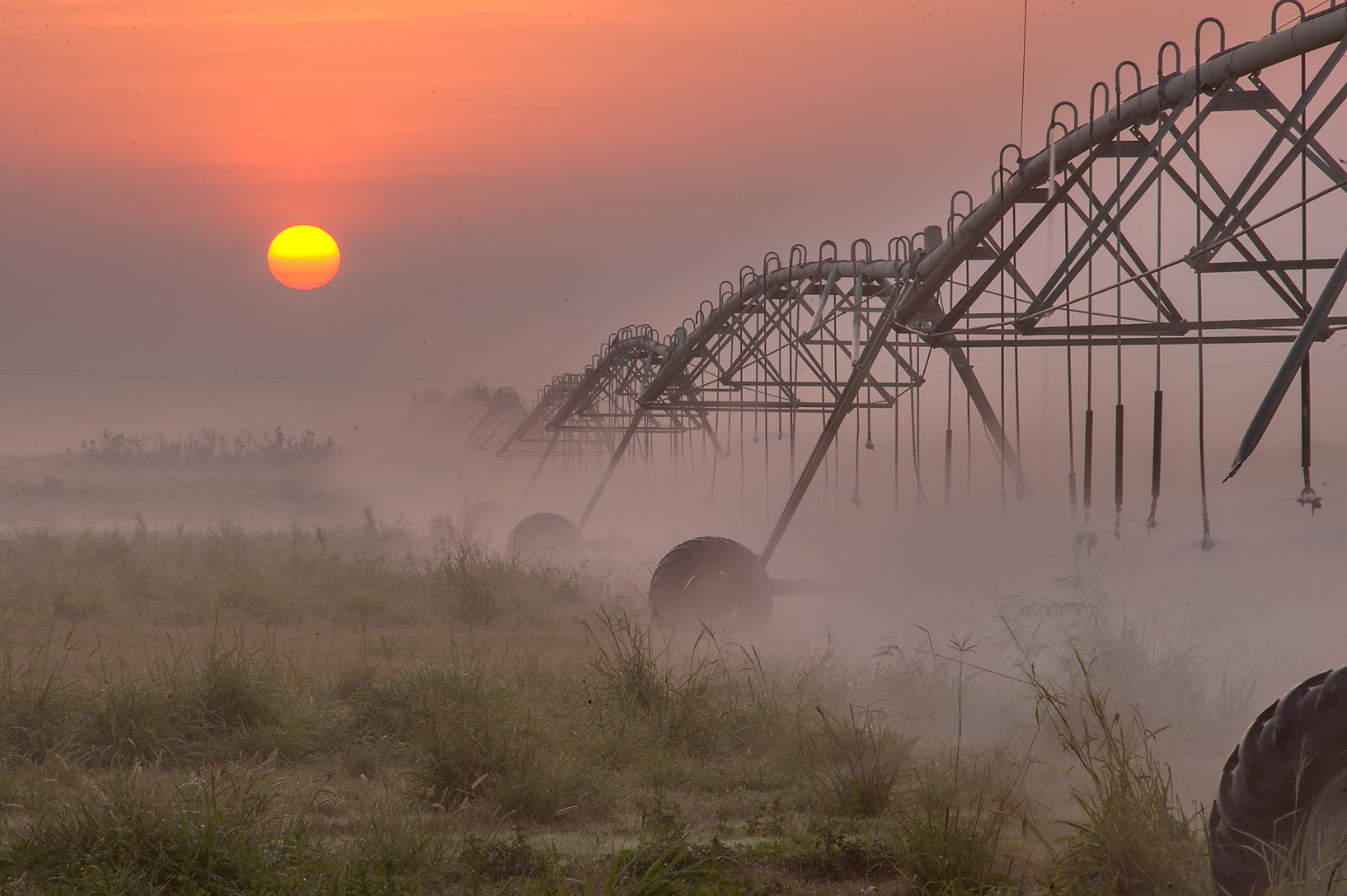
Pivo central de irrigação em uma fazenda no Qatar.

A tubulação que recebe a água de um dispositivo central sob pressão, chamado de ponto do pivô, se apóia em torres metálicas triangulares, montadas sobre rodas, geralmente com pneu. As torres movem-se continuamente acionadas por dispositivos elétricos ou hidráulicos, descrevendo movimentos concêntricos ao redor do ponto do pivô. O movimento da última torre inicia uma reação de avanço em cadeia de forma progressiva para o centro. Em geral, os pivôs são instalados para irrigar áreas de 50 a 130 ha, sendo o custo por área mais baixo à medida que o equipamento aumenta de tamanho. Para otimizar o uso do equipamento, é conveniente além da aplicação de água, aproveitar a estrutura hidráulica para a aplicação de fertilizantes, inseticidas e fungicidas.